# Aszraf Hanafi
Aszraf Abd al-Latif Hanafi (arab. أشرف عبد اللطيف حنفي) – egipski zapaśnik walczący przeważnie w stylu wolnym. Srebrny medalista igrzysk afrykańskich w 1991. Triumfator mistrzostw Afryki w 1989 i 1990 i trzeci w 1994 roku.